# Centre d'études scientifiques et techniques d'Aquitaine
Le Centre d'études scientifiques et techniques d'Aquitaine (CESTA) est un établissement de la Direction des applications militaires (DAM) du Commissariat à l'énergie atomique (CEA) qui comprend deux sites :
- un site principal installé depuis 1965 sur la commune du Barp, entre Bordeaux et Arcachon, couvrant 734 ha au Barp (Gironde) ;
- un site associé, le TEE (Terrain d'expérimentations extérieur), d'une superficie de 923 ha à Saugnacq-et-Muret (Landes) et Belin-Béliet (Gironde), à 25 km au sud du Cesta lui-même et à 65 km au sud-ouest de Bordeaux. Ce site, qui existe depuis 1967, a la particularité d'être à cheval sur deux départements, ainsi que celle d'être placé à l'intérieur du Parc naturel régional des Landes de Gascogne.

Le centre a pour mission historique l'architecture industrielle des têtes nucléaires des armes de la force de dissuasion.
Dans le cadre du programme simulation, le CESTA accueille sur son site du Barp (Gironde) la Ligne d'intégration laser ainsi que le laser Mégajoule.

## Tirs froids et lâchers expérimentaux d'hexafluorure d'uranium
Au cours des années 1980, des tirs froids (uranium mélangé à des explosifs conventionnels) et deux à trois lâchers expérimentaux d'hexafluorure d'uranium (commandés par l'IPSN comme support à la modélisation des rejets accidentels) ont eu lieu sur le TEE. Ces essais ont conduit à la formation de déchets radioactifs, notamment des terres et des gravats. Ces déchets, contaminés en uranium appauvri, ont été évacués vers le Centre de stockage de Morvilliers en majorité et vers le Centre de stockage de l'Aube pour cinq fûts de deux cents litres. Des tirs froids pourraient également avoir eu lieu sur le site principal.
Dans le cadre de la construction du laser Mégajoule, d'importants travaux de terrassement ont été menés. Ces travaux auraient pu contribuer à mettre au jour des terres contaminées lors des essais passés. Aussi, en 2005, la Commission locale d'information (CLI, qui associe élus locaux, associations, autorités et exploitant) adopte la proposition de deux associations girondines (Tchernoblaye et Avecicm) et d'une des Landes (Terre active) relative à la réalisation d'une étude par la CRIIRAD. Toutefois, faute d'un accord entre le CEA et la CRIIRAD sur le protocole expérimental (en particulier la réalisation des mesures par des équipes du CEA), l'analyse n'a pu être menée, ce qui a suscité la colère des associations à l'origine de la demande d'expertise.

## Directeurs du centre
- Pierre Théréné (1965-1974)
- Yves Martin (1974-1977)
- Pierre Ohman (1977-1979)
- Pierre Thierry (1979-1983)
- Gérard Lidin (1983-1986)
- Marc Launois (1986-1994)
- Charles Costa (1994-1996)
- Henri Berthoumieu (1996-2001)
- Serge Durand (2001-2006)
- Pierre Bouchet (2006-2009)
- Jean-Pierre Giannini (2009-2022)
- Sébastien Barré (2022-2024)
- Yvan Martin (2024- )